# Böön Cagaan nuur
Böön Cagaan nuur (mong.: Бөөн цагаан нуур) – słone jezioro bezodpływowe w środkowej Mongolii, w ajmaku bajanchongorskim, w Dolinie Jezior, u podnóży Ałtaju Gobijskiego.
Jezioro o powierzchni 252 km² (największe w Dolinie Jezior), długości do 24 km, szerokości do 19 km i głębokości do 16 m. Leży na wysokości 1313,4 m n.p.m. Zasilane wodami rzeki Bajdrag gol. Brzegi jeziora są niskie, miejscami zabagnione; bardziej urwiste brzegi południowe przechodzą stopniowo w góry i porośnięte są zaroślami saksaułu. Wschodni brzeg jeziora uformowany jest przez wał, za którym rozciąga się błotnista dolina zalewana w okresie wysokiego poziomu wód. Na wschodzie i zachodzie znajdują się duże obszary pokryte sołonczakami. W rejonie przybrzeżnym nie występuje osadnictwo.
Dno akwenu pokrywa warstwa gliny o zapachu siarkowodoru. Wody jeziora są bogate w ryby (głównie osmany) i plankton. Böön Cagaan nuur pełni także rolę przystanku dla ptaków wędrownych.